# کنسرتو ویولنسل
کنسرتو ویولنسل (انگلیسی: Cello concerto) به کنسرتویی گفته می‌شود که برای ویولنسل و ارکستر نوشته شده باشد. در موارد محدودی این نوع کنسرتو را با ویولنسل و گروه کوچکتری از سازها نیز اجرا می‌کنند.

## تاریخچه
سابقه تصنیف کنسرتو ویولنسل به دوره باروک و شاید کمی پیش‌تر از آن بازمی‌گردد. ویولنسل برای حضور در این عرصه بر خلاف ویولن می‌بایست با حریف تثبیت‌شده و قدرتمندی چون ویولا دا گامبا مواجه شود. از همین رو، سوای قطعات محدودی از افرادی چون ویوالدی، کارل فیلیپ امانوئل باخ و هایدن، تعداد کنسرتو ویولنسل‌هایی که تا قبل از قرن نوزدهم نوشته شد، اندک است. اما در در دوره رمانتیسم این روند تغییر یافت و ویولنسل به عنوان یک ساز تک در قالب کنسرتو بیشتر به رسمیت شناخته شد. در همین دوره بود که روبرت شومان، کامی سن-سانس و آنتونین دورژاک کنسرتو ویلونسل‌هایی را خلق کردند.

آهنگسازان قرن بیستم، ویولنسل را به ابزاری استاندارد برای خلق کنسرتو بدل کردند. کنسرتو ویولنسل‌های اثر الگار، پروکفیف، باربر از آثار شاخص نیمه اول قرن بیستم به‌شمار می‌رود و در نیمه دوم این قرن می‌توان به کنسرتو ویولنسل‌های شوستاکوویچ، لیگتی، بریتن، دوتیو، پندرسکی و لوتسواوسکی اشاره کرد.